# (8816) Gamow
(8816) Gamow (1984 YN1) – planetoida z pasa głównego asteroid okrążająca Słońce w ciągu 3,85 lat w średniej odległości 2,46 au. Odkryta 17 grudnia 1984 roku.
Obiekt nazwany na cześć George'a Gamowa (1904-1968), amerykańskiego fizyka jądrowego i kosmologa pochodzenia rosyjskiego.